# Laimutė Baikauskaitė
Laimutė Baikauskaitė (* 10. června 1956 Gaideliai) je bývalá běžkyně na střední tratě, která reprezentovala Sovětský svaz a později Litvu. Startovala hlavně na 1500 metrů a v roce 1988 získala olympijskou stříbrnou medaili.